# Rodésia
Rodésia (em inglês:  Rhodesia, /roʊˈdiːʒə/), a partir de 1970 oficialmente República da Rodésia, foi um Estado não reconhecido situado no sul da África durante a Guerra Fria. De 1965 a 1979, compreendeu a região atualmente conhecida como Zimbábue. O país, com sua capital em Salisbúria (atual Harare), foi considerado um estado sucessor de facto da ex-colônia britânica da Rodésia do Sul (que havia alcançado um governo responsável em 1923).
Durante uma tentativa de atrasar uma transição imediata ao governo africano nativo, o governo da Rodésia emitiu sua própria Declaração Unilateral de Independência do Reino Unido em 11 de novembro de 1965. Os colonos brancos (que constituíam 5% da população), liderados desde 1964 pelo primeiro-ministro Ian Smith da Frente Rodesiana, temerosos com a possibilidade de Londres conceder plenos direitos para a população negra da colônia, declararam unilateralmente a independência e estabeleceram um regime racista assemelhado ao apartheid da União Sul-Africana. A administração inicialmente buscou o reconhecimento como um reino autônomo dentro da Comunidade das Nações, mas o próprio foi reconstituído como uma república em 1970.
Após uma guerra de guerrilha brutal travada com duas organizações nacionalistas negras — a União Nacional Africana do Zimbábue (ZANU) de Robert Mugabe e União do Povo Africano do Zimbábue (ZAPU) de Joshua Nkomo —, o primeiro-ministro Ian Smith foi forçado a permitir uma democracia birracial em 1979. No entanto, na formação do Zimbábue-Rodésia, um governo de transição eleito liderado pelo moderado Abel Muzorewa, houve o fracasso em apaziguar os críticos internacionais ou interromper o conflito dos grupos nacionalistas.
Em dezembro de 1979 Muzorewa foi substituído pelo governador colonial britânico Christopher Soames, diante da garantia de um acordo com as facções militantes africanas, fazendo que a Rodésia voltasse brevemente ao seu status colonial até novas eleições populares. A independência, considerada legítima pelo Reino Unido e as Nações Unidas, foi finalmente alcançada em abril de 1980; a nação foi simultaneamente renomeada República do Zimbábue.
Uma área totalmente sem litoral, a Rodésia limitou com a África do Sul ao sul, a Bechuanalândia (mais tarde Botsuana) ao sudoeste, a Zâmbia ao noroeste e Moçambique (uma província colonial portuguesa até 1975) ao leste.

## Antecedentes
O território da Rodésia, oficialmente Rodésia do Sul,[a] foi um caso único dentro do Império Britânico e da Commonwealth: embora denominada colônia, ela era internamente autogovernada e constitucionalmente não se diferenciava muito de um domínio. Esta situação datava de 1923, quando lhe foi concedido um governo responsável dentro do Império Britânico como uma colônia autogovernada, após três décadas de administração colonial realizados pela Companhia Britânica da África do Sul, e lhe foi dado poderes para arbitrar sobre assuntos internos em quase todos os campos, inclusive a defesa.[b] A intenção original dos britânicos era integrar a Rodésia do Sul à União Sul-Africana como uma nova província, mas esta proposta foi rejeitada pelos eleitores em um referendo realizado em 1922, e o território foi moldado como um novo domínio.
O poder de Whitehall sobre a Rodésia do Sul nos termos da constituição de 1923 era, no papel, considerável; a Coroa Britânia poderia teoricamente anular qualquer projeto de lei aprovado dentro de um ano, ou mesmo alterar a constituição. Porém, como observa o constitucionalista sul-africano Claire Palley, seria extremamente difícil para Whitehall impor tais atos, e tentar fazê-lo provavelmente provocaria uma crise. De fato, este poder nunca foi exercido na prática. No lugar, uma relação em geral cooperativa desenvolveu-se entre Whitehall e o governo colonial em Salisbúria, sendo raras as ocasiões de disputa.
A constituição de 1923 foi elaborada em termos não raciais, e o sistema eleitoral por ela instituído era igualmente aberto, pelo menos em teoria. Condicionamentos dos direitos políticos em relação à renda pessoal, educação e propriedade, semelhantes ao Cape Qualified Franchise, foram igualmente aplicados a todos; porém, dado que a maioria da população negra não se enquadrava dentro destes pré-requisitos, os eleitores e o Parlamento colonial eram esmagadoramente brancos. O resultado desta composição foi que os interesses dos negros foram escassamente representados em sua totalidade, algo que a maioria dos rodesianos brancos mostrou pouco interesse em mudar. Entre as justificativas comumente apresentadas, estava a de que a população negra não se interessava pelo processo político de modelo ocidental, e a de que eles não seriam governantes diligentes caso assumissem.
Durante a década de 1930, a Rodésia do Sul adotou um arcabouço legislativo segregacionista, que incluía o Land Apportionment Act (lei sobre a repartição das terras), o Industrial Conciliation Act (lei referente aos procedimentos de conciliação trabalhista na indústria), o Natives Registration Act (lei tangente ao registro civil dos nativos) e o Masters and Servants Act (lei tocante às relações entre mestres e auxiliares). Estas leis eram inclinadas em favorecer a minoria branca, que correspondia a cerca de 5% da população total. O Land Apportionment Act, de 1930, destinou cerca de metade das terras do país para a propriedade e residência de cidadãos brancos, ao mesmo tempo que dividia o restante em territórios tribais, áreas nacionais e destinados à venda aos cidadãos negros. Já o Industrial Conciliation Act, também adotado de modo semelhante na vizinha África do Sul, codificava sobre as relações trabalhistas em todos os setores da indústria, da economia em geral e no seio de todas as categorias profissionais. No entanto, ele não reconhecia aos trabalhadores negros o estatuto de empregado, muito menos o direito à sindicalização. Ele somente autorizava a criação de conselhos trabalhistas nos quais tomariam assento empregadores e trabalhadores brancos, que eram responsáveis por realizarem negociações em nome dos negros.
Os colonos brancos e seus descendentes foram responsáveis por grande parte das competências administrativa, industrial, científica e agrícola da colônia, e construíram uma economia de mercado relativamente equilibrada e parcialmente industrializada, apresentando um forte setor agrícola e manufatureiro, siderúrgicas e metalúrgicas e modernas empresas de mineração. Os rodesianos brancos possuíam a maior parte das melhores terras agricultáveis, em geral, tinham um nível de escolaridade alto, e recebiam os melhores salários e moravam nas casas mais confortáveis. Por outro lado, apesar de terem escolaridade, instalações médicas, salários e estilos de vida muito bons para os padrões africanos, os rodesianos negros tinham suas vidas cotidianas marcadas pela discriminação que ia desde a reserva de vagas de emprego para os brancos até segregações nos vagões de trens, nas filas dos correios, e em outros locais.
Em um contexto mais amplo, a Rodésia do Sul ocupava uma categoria própria dentro da Commonwealth, decorrente do "estatuto especial de quase-independência" que detinha. A Secretaria de Estado para as Relações com os Domínios (Secretary of State for Dominion Affairs), instituída em 1925 para tratar das relações britânicas com os domínios da Austrália, Canadá, Nova Zelândia, Terra Nova, África do Sul e com o Estado Livre Irlandês, também abordava a Rodésia do Sul e, desde a Convenção de Ottawa (1932), as Conferências Imperiais contavam com a presença do primeiro-ministro sul-rodesiano. Este arranjo original manteve-se com o advento das Conferências dos Primeiros-Ministros da Commonwealth em 1944. Sul-rodesianos de todas as raças lutaram ao lado da Grã-Bretanha e dos Aliados durante a Segunda Guerra Mundial, e o governo colonial foi recebendo gradativamente mais autonomia em relação aos assuntos externos. Durante os anos do pós-guerra, os sul-rodesianos geralmente acreditavam que não ficariam melhores do que estavam tornando-se independentes, e eram indiferentes à autonomia completa sob a forma de domínio. O fluxo migratório ocorrido no pós-guerra rumo à Rodésia do Sul, originário principalmente da Grã-Bretanha, da Irlanda e da África do Sul, causou um aumento da comunidade branca de 68 954 em 1941 para 221.504 em 1961. A população negra, por sua vez, cresceu de 1,4 milhão para 3,55 milhões durante o mesmo período.

## Observações
[a] ^  Renomeada Zimbábue em 1980. O nome oficial da colônia sob o mandato britânico era Rodésia do Sul; porém o governo colonial passou a usar o nome Rodésia em outubro de 1964, quando a Rodésia do Norte mudou seu nome para Zâmbia após conquistar a independência.
[b] ^  Os poderes reservados ao governo britânico em Whitehall pela Constituição de 1932 eram os concernentes às relações externas, alterações constitucionais, o salário do governador de designação britânica, e as regulamentações sobre a  administração nativa, as receitas da mineração e as ferrovias. Leis pertinentes a esses assuntos tinham que receber parecer favorável do governador (e, por extensão, de Whitehall); porém, todas as demais leis poderiam ser decididas na capital Salisbúria sem interferência.